# Леонидов, Павел Леонидович
Па́вел Леони́дович Леони́дов (25 сентября 1927, Киев, Украинская ССР, СССР — 18 января 1984, Нью-Йорк, Нью-Йорк, США — советский эстрадный администратор, поэт-песенник, в эмиграции импресарио, редактор, прозаик и мемуарист. Легендарная фигура советской эстрады 1960—1970-х годов.

## Биография
Родился 25 сентября 1927 года в Киеве в семье артистов эстрады — Леонида Захаровича Леонидова (настоящее имя — Леонид Зайвелевич Рабинович, 1893—1941) и Елены Леоновны Левиной (сценический псевдоним — Елена Арсат, 1905—1971). Отец до революции выступал как куплетист. В 1929 году семья переехала в Ленинград, в 1935 году — в Москву. В связи с гастролями родителей воспитывался в семье деда и бабушки по материнской линии — врача-гинеколога Леона-Израиля Абрамовича Левина (7 октября по старому стилю 1875, Радошковичи, Вилейский уезд, Виленская губерния — 1938) и зубного врача Рывки Хаимовны (Ревекки, Веры Акимовны) Райх-Левиной (2 мая 1877, Теофиполь, Староконстантиновский уезд, Волынская губерния — 13 сентября 1941). Дед был арестован в 1937 году и годом позже погиб в заключении.
В начале войны его мать с младшим братом Львом были эвакуированы, отец умер в октябре 1941 года, и Павел Леонидов остался в Москве один, без карточек на питание, за кражу был помещён в Уфимскую детскую колонию, где переболел туберкулёзом (в результате осложнений ему была удалена почка). После освобождения находился в эвакуации в Семипалатинске, где работал электриком. В 1944 году поселился в семье сестры отца Ханы Зайвелевны Чернобыльской в освобождённом Киеве, работал на заводе. После возвращения в Москву в 1946 году устроился электриком в один из ведомственных домов на Красной Пресне, затем работал снабженцем, начал коллекционировать редкие книги. В 1948 году женился на Ольге Петровне Орловой и поселился на Кузнецком мосту, дом № 4.
В 1952 году Леонидов окончил Московский книготорговый техникум и устроился на работу в Мосэстраду. Работал разъездным директором новых программ и концертным администратором Мосэстрады, Москонцерта и Всероссийского гастрольно-концертного объединения Министерства культуры РСФСР, вскоре превратившись в самого известного в стране эстрадного организатора, часто именуемого «единственным советским импресарио». В этой роли стал первооткрывателем многих звёзд советской эстрады периода 1960—1970-х годов. Среди прочих, П. Л. Леонидов был администратором Иосифа Кобзона, Вадима Мулермана, Валерия Ободзинского, Ларисы Мондрус, Владимира Высоцкого, Евгения Мартынова, Аллы Йошпе, Стахана Рахимова, Клавдии Шульженко, Марка Бернеса, Гелены Великановой, Олега Ухналёва, Анатолия Днепрова, дуэтов «Шуров и Рыкунин» и «Миронова и Менакер», «Весёлых ребят». Впервые в советской эстрадной практике начал организовывать сольные концертные программы для этих исполнителей, а в 1960-е годы — выездные сборные концерты на стадионах в различных городах страны, выступал в качестве режиссёра-постановщика этих концертных программ.
Начиная с 1969 года П. Л. Леонидов писал стихи к многочисленным песням, созданным различными композиторами для этих исполнителей. Среди них: «Так повелось» (музыка М. Фрадкина) и «Петь для России» (музыка Д. Ашкенази) для Клавдии Шульженко; «Звёзды России» (музыка М. Фрадкина) для Иосифа Кобзона (исполнялась также Людмилой Зыкиной); «А море спит», «Целый мир», «Ока», «Веточка рябины», «Звёзды на лугу» на музыку и в исполнении своего зятя Анатолия Днепрова («Веточку рябины» исполняла впоследствии София Ротару); «Первый дождь, первый снег» (музыка И. Гранова) и «Романтика» для ВИА «Голубые гитары»; «Школьный бал» (музыка С. Дьячкова), «Песня моя, песня» (музыка О. Иванова) для ансамбля «Весёлые ребята»; «Всё мы терпим от любимых» (музыка С. Березина) для ВИА «Самоцветы»; «В шестнадцать лет», «Моя любовь», «Вот день настал», «Когда был май» на музыку и в исполнении Евгения Мартынова; «Когда приходит любовь» (музыка А. Экимяна) для Муслима Магомаева; «Память» (музыка Ю. Саульского), «Без любви» (музыка Ю. Саульского), «Анюта» (музыка Б. Ренского), «Тополиный пух» (музыка Ю. Саульского) для Вадима Мулермана (последнюю также исполнял ВИА «Поющие сердца»); «Так и будет» (музыка Б. Ренского), «Встреча» (музыка А. Тартаковского), «Любовь возвратится к тебе» (музыка А. Нестерова), «Только „да“» (музыка Бориса Ренского), «Это я» (музыка Б. Ренского), «Что-то случилось» (музыка Б. Ренского) для Валерия Ободзинского; «Снежинка» (музыка Ю. Саульского), «Песенка из детства» (музыка Б. Ренского), «Зайчик на стене» (музыка Б. Ренского), «Листопад» (музыка И. Якушенко) для Ларисы Мондрус («Снежинка» впоследствии исполнялась ВИА «Самоцветы»); «Станция конечная» (музыка Ю. Саульского) для Валентины Толкуновой; «Берёзы стонут» на музыку и в исполнении Людмилы Гурченко; «Третий день» и «Белая метель» на музыку и в исполнении Юрия Антонова; «Отгремели раскаты боёв» (музыка и слова Павла Леонидова) для Владимира Высоцкого.
До своего отъезда из СССР 15 октября 1973 года работал исполняющим обязанности директора Московского мюзик-холла. Был библиофилом, собрал большую коллекцию книг, в том числе редких и зарубежных изданий. Осенью 1979 года вместе с Виктором Шульманом был импресарио во время североамериканских гастролей своего племянника Владимира Высоцкого. С конца 1980 года (с номера 15—16 за 1981 год) был главным редактором журнала «Литературное Зарубежье» (1980—1982).
В последние годы жизни Павел Леонидов издал в Нью-Йорке книги документальной прозы мемуарного характера — повесть «Операция „Возвращение“» (1981) и воспоминания «Владимир Высоцкий и другие» (1983), сборник рассказов «Переулок Лебяжий» (1982).
Умер 18 января 1984 года после пятого инфаркта миокарда в Нью-Йорке.

## Семья
- Первая жена (с 1948 года) — Ольга Петровна Орлова.
  - Дочь — поэт-песенник и радиоведущая[23] Ольга Павловна Гросс (псевдоним Ольга Павлова, род. 1952), автор совместных песен со своим мужем (с 1973 года) — эстрадным певцом Анатолием Днепровым (настоящая фамилия Гросс)[24]. Внуки — российский бизнесмен-домейнер Филипп Анатольевич Гросс (совладелец крупнейшего российского регистратора доменных имён REG.RU) и домейнер Павел Анатольевич Гросс, внучка — юрист Елена Анатольевна Гросс.
  - Дочь — Ирина Павловна Шульц (род. 1956), преподаватель английского языка в Плехановской академии и в Российском отделении школы бизнеса MBA. Её муж — фотохудожник Вадим Константинович Шульц. Внучки — психолог-педагог Татьяна Вадимовна Шульц и администратор гостиницы Ritz-Carlton в Москве Ольга Вадимовна Шульц.
- Вторая жена — Галина Леонидова (1930—?), брак распался уже в США. Сын — Василий (англ. Vas P. Leonidov[25], род. 1972).
- Троюродный брат[26] — журналист и писатель Алексей Владимирович Высоцкий. Племянник и племянница П. Л. Леонидова (дети троюродных братьев[27]) — поэт, актёр и автор-исполнитель песен Владимир Семёнович Высоцкий и детская писательница Ирэна Алексеевна Высоцкая[28].

## Книги П. Л. Леонидова
- Операция «Возвращение»: повесть. Нью-Йорк: Русское книгоиздательство, 1981. — 183 с.
- Переулок Лебяжий. Художник — Михаил Шемякин. Нью-Йорк: Русское книгоиздательство, 1982. — 182 с.
- Владимир Высоцкий и другие. Нью-Йорк: Русское книгоиздательство, 1983; с подзаголовком «Средство от себя» — Красноярск: Красноярец, 1992. — 263 с.

## Образ Леонидова в кино
В фильме 2011 года «Высоцкий. Спасибо, что живой» роль Павла Леонидова исполнил его однофамилец Максим Леонидов.